# 양자 포인트컨택트
양자 포인트컨택트(QPC)는 매우 좁은 두개의 구역에 전기전도가 이루어지는 현상을 지칭한다. 심지어 이 구역의 크기는 나노에서 마이크로의 규모의 전자의 파장에 비견된다. 양자 포인트컨택트는 처음에 영국과 함께 네덜란드 연구팀에 의해 독립적으로 1988년에 처음 제안되었다. 영국팀에 의해 이루어진 이전의 연구는 어떻게 쪼개진 게이트들이 2차원의 전자가스가 1차원으로 어떻게 변환되는데 사용될 수 있는지 설명했다. 처음에는 규소로 그리고 갈륨비소로 설명하였다.